# سالی بوش
سالی بوش (انگلیسی: Sally Bush؛ ۲۹ اکتبر ۱۸۶۰ – ۳ نوامبر ۱۹۴۶) یک عکاس آمریکایی بود، شهرت او به‌خاطر ویژگی‌های بشردوستانه او، به‌ویژه سخاوتش نسبت به مردم گرسنه در دوران رکود بزرگ دهه ۱۹۳۰ بود.

## سنین جوانی و تحصیل
سالی بوش، دختر آساهل بوش و یوگنیا (زیبر) که در سیلم به دنیا آمد، سالی سومین فرزند از چهار فرزند خانواده بود. هنگامی که او تقریباً سه ساله بود، مادرش در سال ۱۸۶۳ بر اثر بیماری سل درگذشت. او در آکادمی قلب مقدس در سیلم تحصیل کرد و دوران دبیرستان را از مدرسه علمیه موراویان در بتلهم، پنسیلوانیا گذراند. پس از تحصیل در مدرسه مارتا برنهام در نورتهامپتون، ماساچوست، در سال ۱۸۸۳ از کالج اسمیت فارغ التحصیل شد.

## عکاسی
سالی بوش به همراه برادرش به عکاسی ماهر تبدیل شدند. آرشیو کتابخانه عمومی سیلم شامل بیش از ۲۲۰۰ عکس است که بیش از نیمی از آنها توسط سالی بوش گرفته شده است.